# 切尔哈特舒拉尼
切尔哈特舒拉尼，是匈牙利诺格拉德州所辖的一个村。总面积18.80平方公里，总人口856，人口密度45.5人/平方公里（2011年1月1日）。